# Església del Temple
L'Església del Temple és un edifici religios de la ciutat de Londres, situada entre el riu Tàmesi i el carrer Fleet Street, que fou construïda per l'Orde del Temple i consagrada el 10 de febrer del 1185 pel patriarca de Jerusalem Heracli. Formava part del quarter general d'aquests cavallers a Anglaterra, un recinte fortificat situat a l'entrada de la ciutat on, fins al 1878 estigué la barrera de peatge (Temple Bar) per als mercaders que entraven a Londres. Durant el convuls regnat de Joan sense Terra (1199–1216) va fer la funció de dipòsit segur per la tresoreria reial.
L'àrea al voltant d'aquesta església és coneguda pel nom de Temple i hi ha una entrada de metro que porta el mateix nom. Des del 4 de gener del 1950 fou registrada com a part del patrimoni nacional històric amb el nom d'Església de santa Maria del Temple de Londres.

## Història

### Construcció
A mitjan segle xii, abans de la construcció d'aquesta església, els cavallers templers de Londres es reunien en una casa situada al carrer High Holborn que adquirí Hugues de Payens. A causa del ràpid creixement d'aquest orde, vers el 1160 la casa havia quedat massa menuda per allotjar tots els voluntaris que voien ser membres i l'orde comprà aquest altre lloc situat a l'entrada de la ciutat. Hi construïren un recinte amb diferents espais per fer de residència, lloc d'entrenament i lloc de culte.

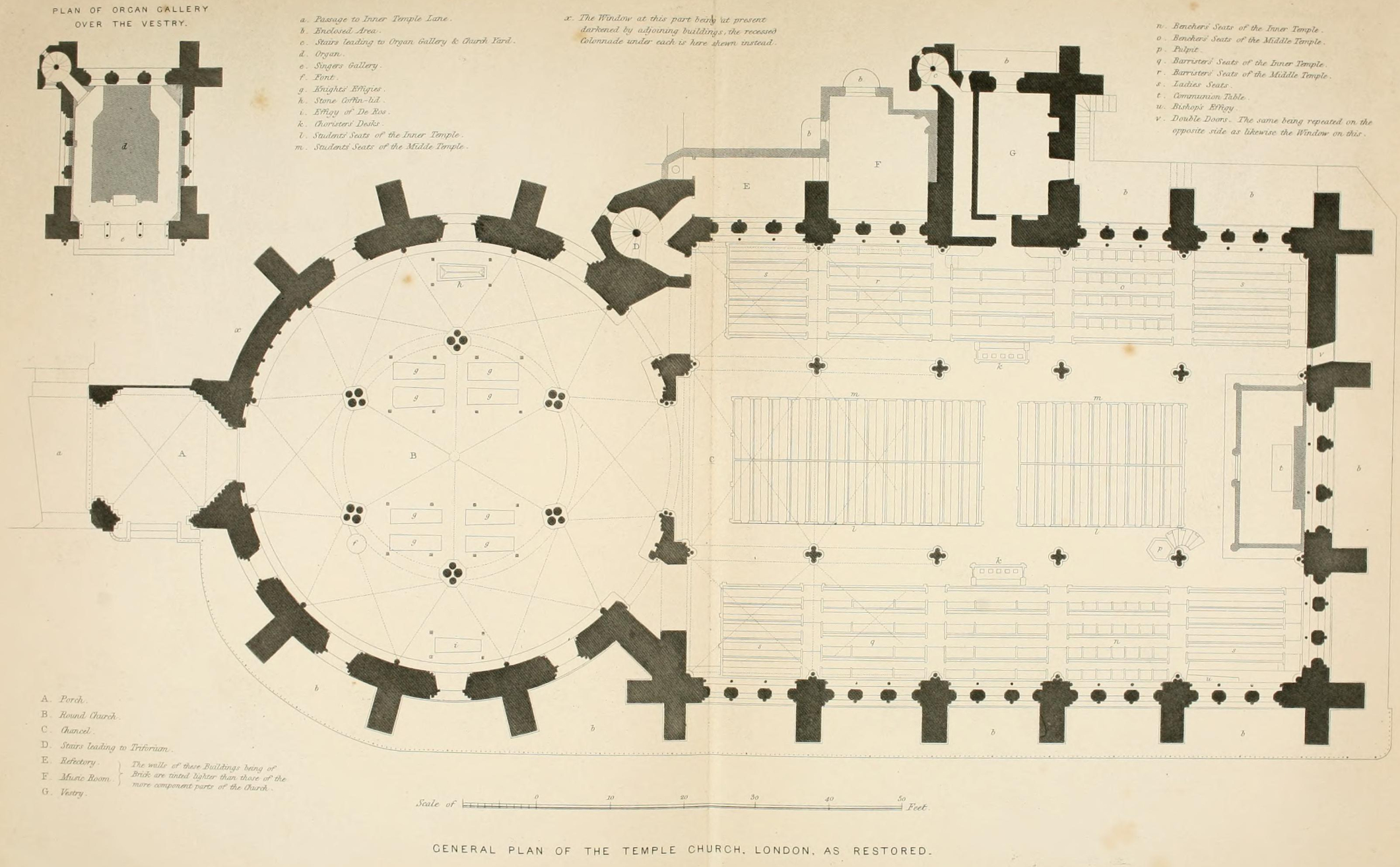
Plànol de l'Església del Temple el 1845.

L'església de la casa del Temple es construí en dues etapes: el primer edifici era de planta circular i amb l'ampliació posterior passà a ser una secció situada a l'est de la nau rectangular (el presbiteri), que s'edificà aproximadament mig segle després.
Quan els croats capturaren Jerusalem el 1099, trobaren que el temple construït per Salomó) estava transformat en una mesquita des del segle VII (mesquita d'Al-Aqsa), i decidiren donar tot el Mont del Temple als agustins perquè hi construïssin una església, mentre que a la mesquita li donaren funció de palau per al rei de Jerusalem. En fundar-se un orde militar per protegir els pelegrins, el rei els concedí una sala annexa al palau i espai per les quadres. Del Templum Domini, nom amb què designaven el temple de Salomó, fou d'on sorgí el nom de la germandat, l'Orde del Temple. Els templers aviat reberen donacions i augmentaren en nombre de voluntaris als quals havien d'entrenar i per això construïren diverses cases i esglésies en els llocs de reclutament d'Europa.
En el cas de la de Londres, construïren una església de planta circular de 17 m de diàmetre, amb columnes de marbre de Purbeck que sostenien la cúpula, prenent com a model la basílica del Sant Sepulcre, d'estil grec, construïda en època de l'emperador Constantí I el Gran.
Fou consagrada el 10 de febrer del 1185 pel patriarca de Jerusalem Heracli, que estava de visita a la ciutat. Es creu que el rei Enric II estigué present en la cerimònia.

### Del 1185 al 1307

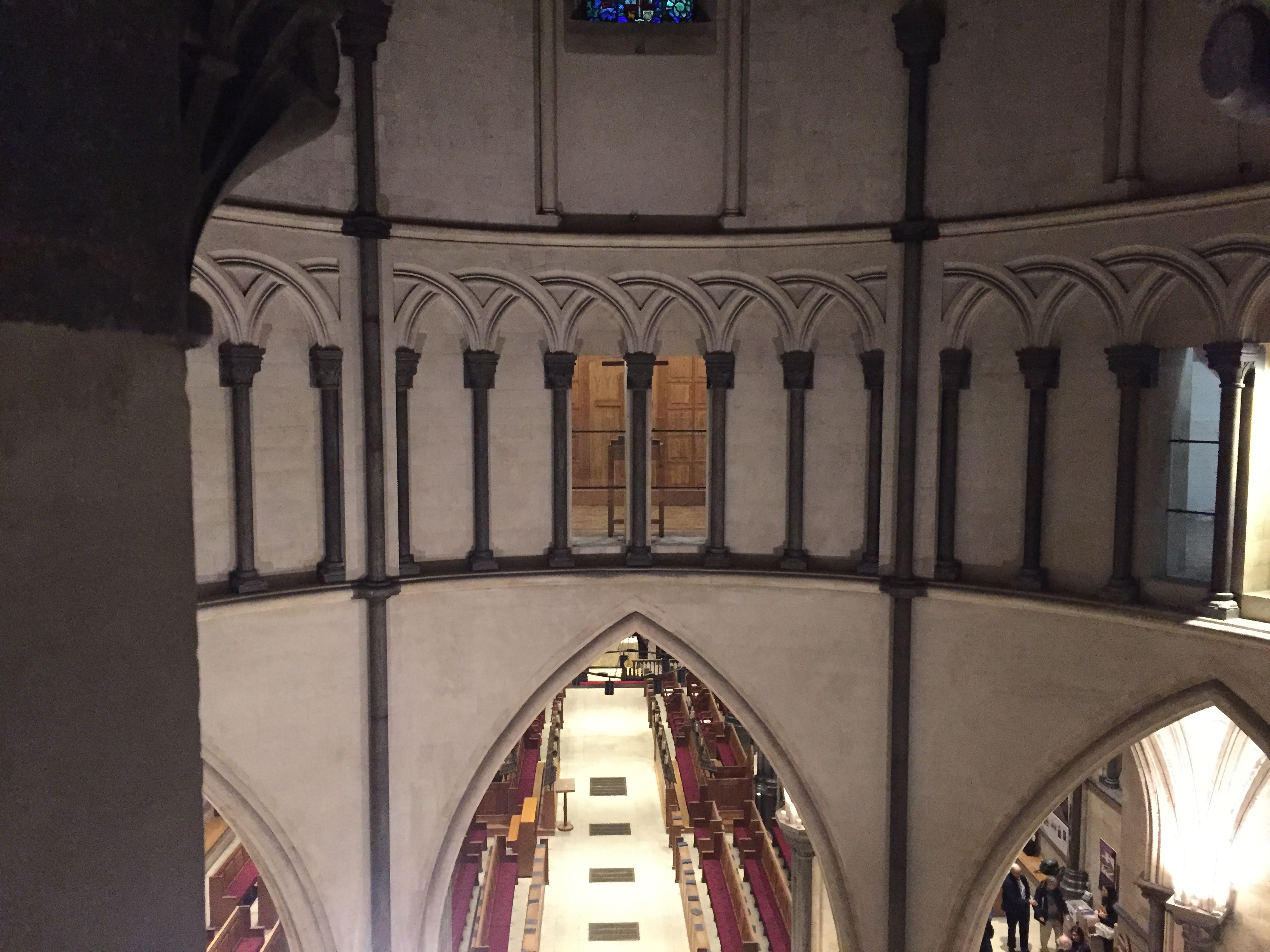
Imatge del trifori.

L'Orde del Temple fou molt poderosa a Anglaterra, i el representant d'aquesta regió (mestre templer de Londres) tenia seient al parlament com a primus baro, és a dir, el més destacat entre els barons del reialme. La casa dels templers a Londres, serví d'allotjament als legats papals quan venien a parlar amb el rei. Es construí amb grans mesures de seguretat, ja que hi havia de contenir els diners dels donatius per garantir els viatges dels pelegrins i la defensa de Terra Santa.
El gener del 1215 Guillem el Mariscal participà aquí com a negociador en una trobada entre el rei Joan i els barons, els quals exigien que reconegués els seus drets històrics, com havia fet el seu predecessor Ricard I ratificant la Carta de Llibertats.
Guillem el Mariscal fou, a la mort del rei Joan, regent en nom del petit Enric III i demanà ser enterrat en aquesta església amb la túnica dels templers. Enric III també expressar el desig de ser sepultat aquí i per fer-ho possible es decidí tombar-la i construir-ne una nova més gran en què l'anterior seria l'actual presbiteri i absis. Acabades les obres, fou consagrada el dia de l'Ascensió del 1240. La nova planta, de creu llatina, compren una nau central d'oest a est i dues naus laterals al nord i al sud. L'alçada de la volta és d'11,05 m. Tot i que un dels fills d'Enric III també hi fou sepultat, el mateix Enric III canvià d'opinió i finalment fou sepultat a l'Abadia de Westminster.

### En mans de l'estat
Després que l'Orde del Temple fou abolit el 1307 per ordre del papa, el rei Eduard II s'apropià de l'edifici, i només cedí els edificis a l'Orde de l'Hospital com volia el papa, a canvi de pagar un impost. Els templers nomenaren dos cavallers per la seva custòdia, un encarregat de la part de l'edifici que feien servir com a residència i l'altre de la part emprada pels clergues i ambdós compartien l'església. Aquestes dues zones, amb els anys donaren lloc a un conjunt d'edificis que són la seu de diverses associacions de professionals relacionats amb les lleis o col·legis d'advocats (en anglès: Inner Temple i Middle Temple).

### Delseglexvial XIX

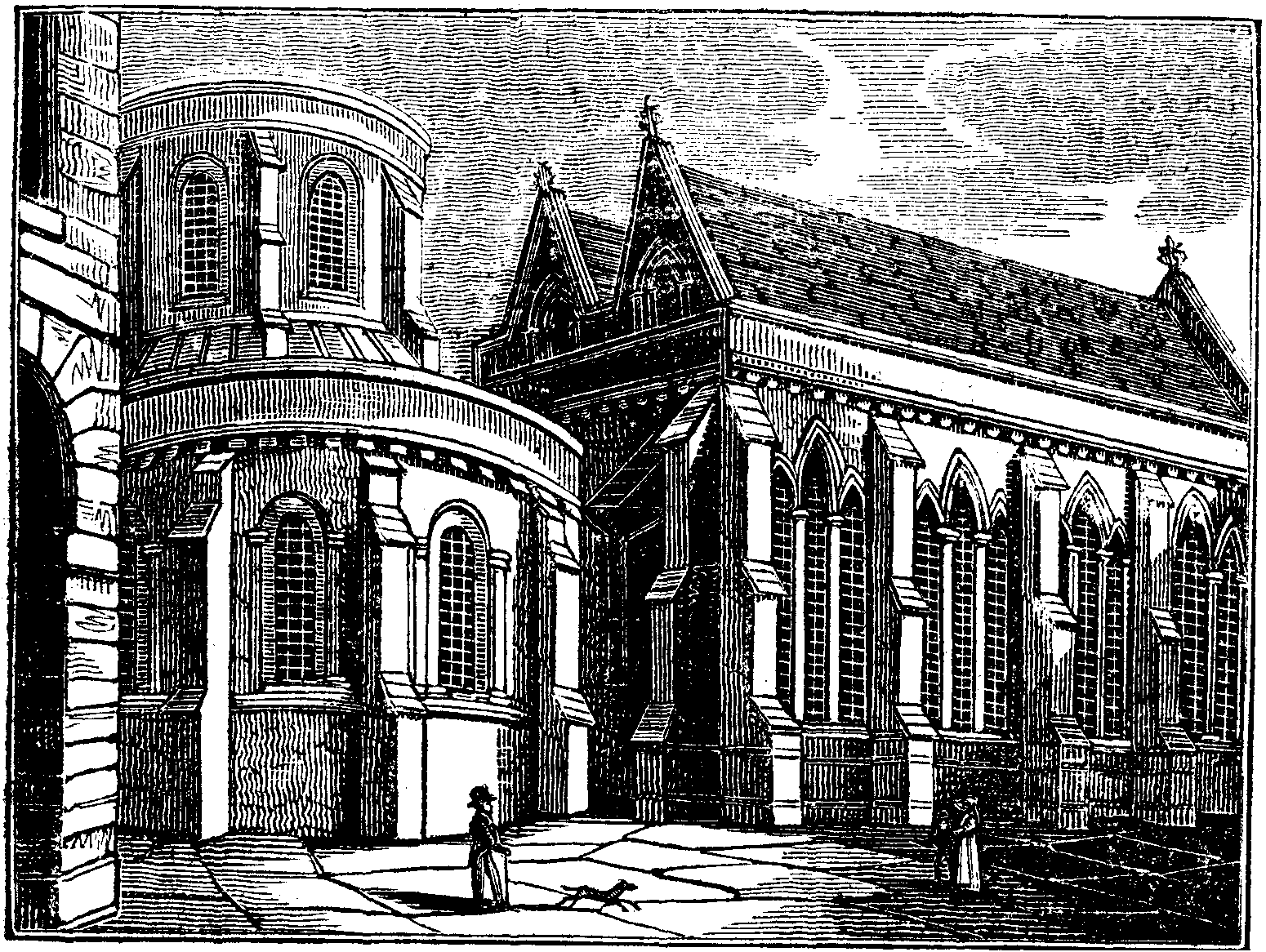
Dibuix de l'església el 1827.

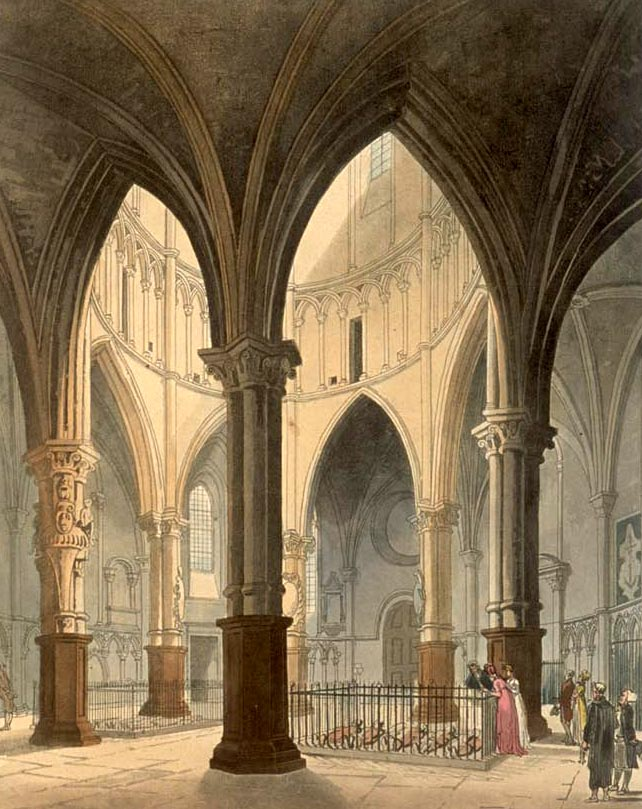
Interior del presbiteri en un dibuix del.

El 1540 aquesta església passà a ser patrimoni de la corona, com altres edificis eclesiàstic sotmesos a la llei d'Enric VIII, però el rei permeté que es continuessin fent misses i donà al vicari d'aquesta església el títol de "mestre del Temple". En la dècada del 1580, aquest fou l'escenari de l'anomenada Batalla dels púlpits, un conflicte teològic entre els puritans i els seguidors de l'acord religiós elisabetià.
El famós dramaturg Shakespeare freqüentà aquesta església. El jardinet que hi ha al costat és el lloc on es desenvolupa la primera part de la seva obra Enric VI on, l'autor simbolitza l'inici de la guerra de les dues roses arrencant els pètals de dues roses. El 2002 es reté homenatge a Shakespeare plantant-hi dos rosers, un de flors blanques i l'altre de flors vermelles.
Segons un acord signat el 1608 amb el rei Jaume I, els dos col·legis d'advocats podien fer servir l'església a perpetuïtat per les seves cerimònies a condició que aportessin diners per al seu manteniment i es continua fent servir amb aquest propòsits.
L'Església del Temple no es veié afectada pel gran incendi que patí la ciutat el 1666. Així i tot, se li encomanà a Christopher Wren diverses modificacions en l'interior i s'afegí un orgue. El 1841 se li encomanà una restauració a Smirke i Burton, que decoraren els murs i el sostre en estil victorià neogòtic. James Piers St Aubyn continuà la restauració el 1862.

### Segle XX

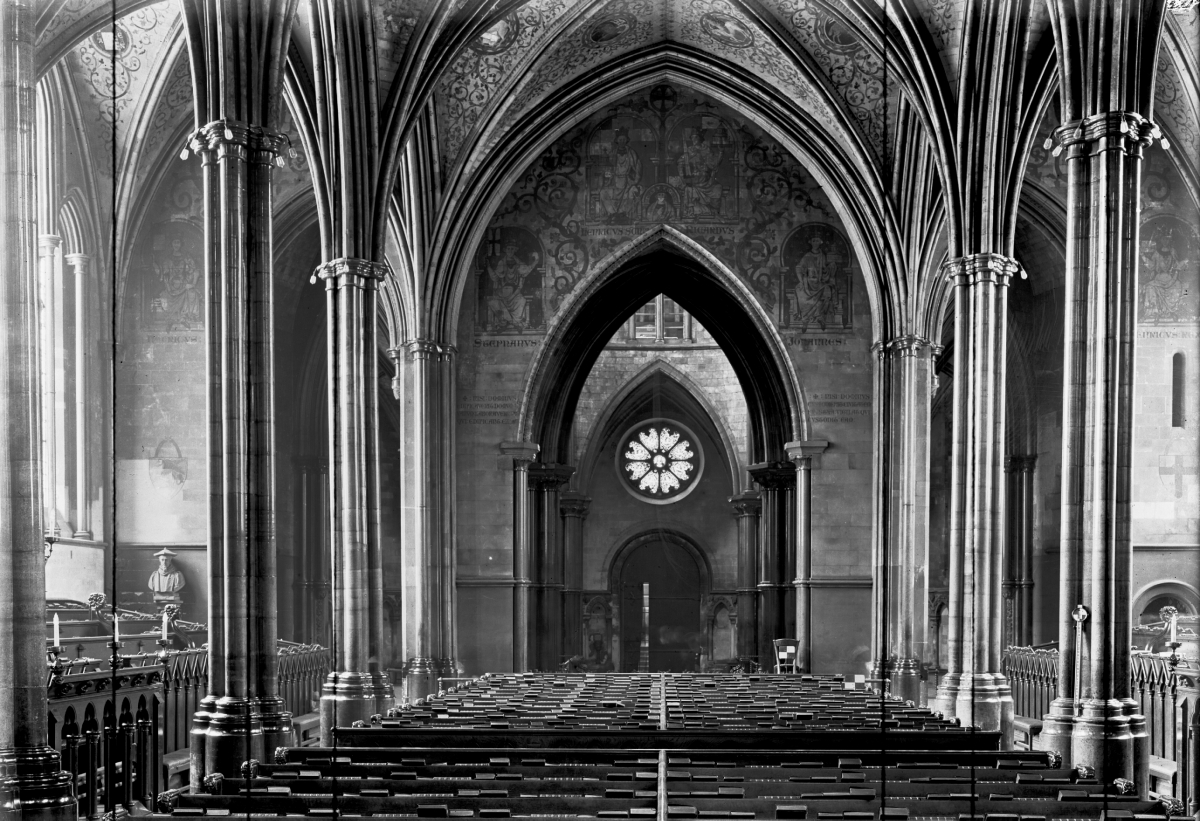
Interior del Temple el 1914.

El 10 de maig del 1941, una bomba incendiària alemanya impactà amb la teulada i el foc ràpidament s'estengué per tota l'església. L'orgue també quedà destruït, les columnes de marbre s'esquarteraren per la intensa calor. En la restauració les columnes foren substituïdes per altres idèntiques que no corregien el defecte d'inclinació de les originals. Lord Glentanar feu donació d'un nou orgue per l'església.
Durant la renovació efectuada per l'arquitecte Walter Godfrey, es descobrí que alguns elements originals s'havien guardat i reemplaçat per altres amb la restauració efectuada al segle xvii per Wren i es tornaren a col·locar al seu lloc. El novembre del 1958 es tornà a consagrar per al culte.
El 4 de gener del 1950 fou inclosa en el llistat d'edificis protegits com a patrimoni històric.

## Usos

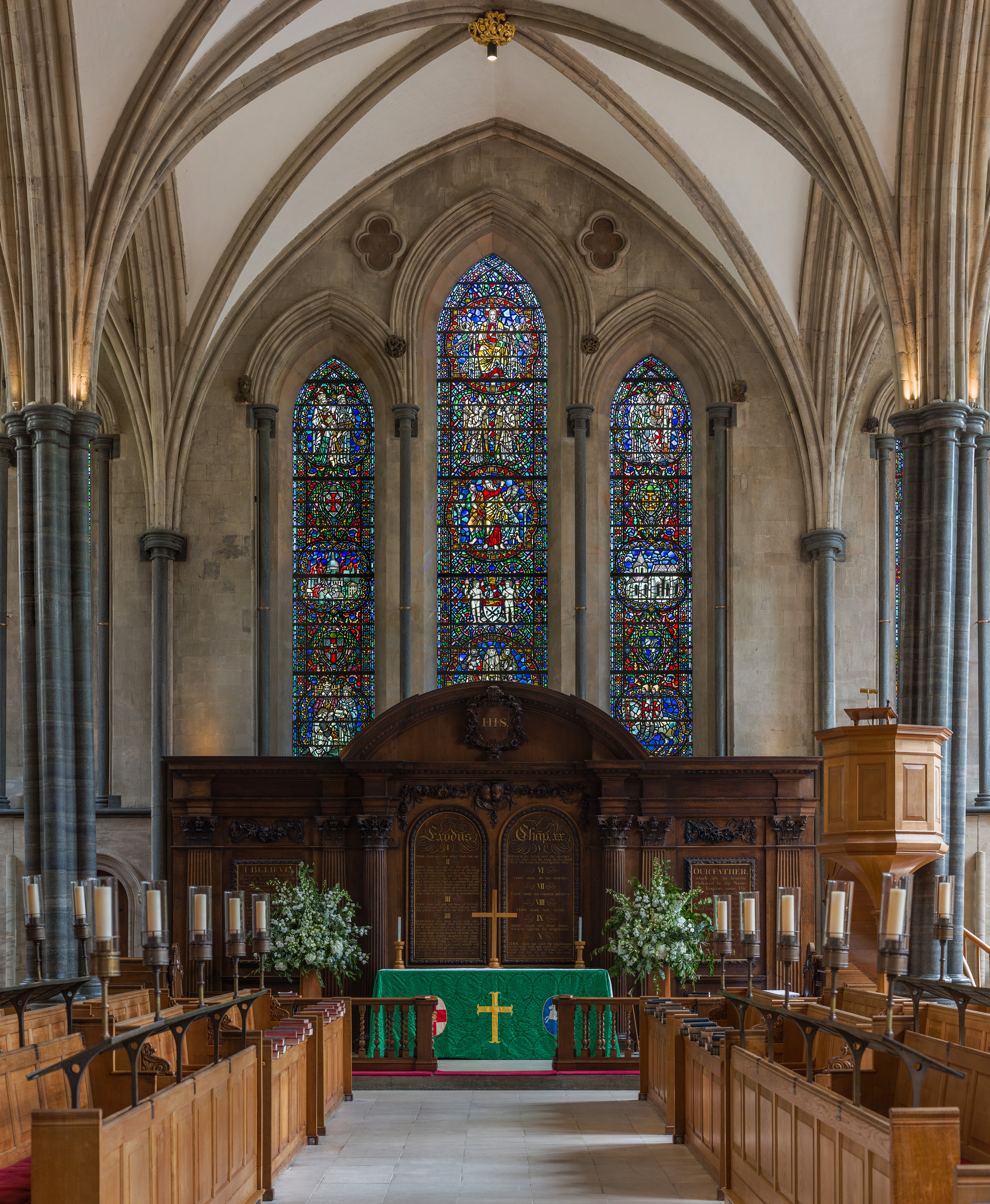
Altar i vitralls.

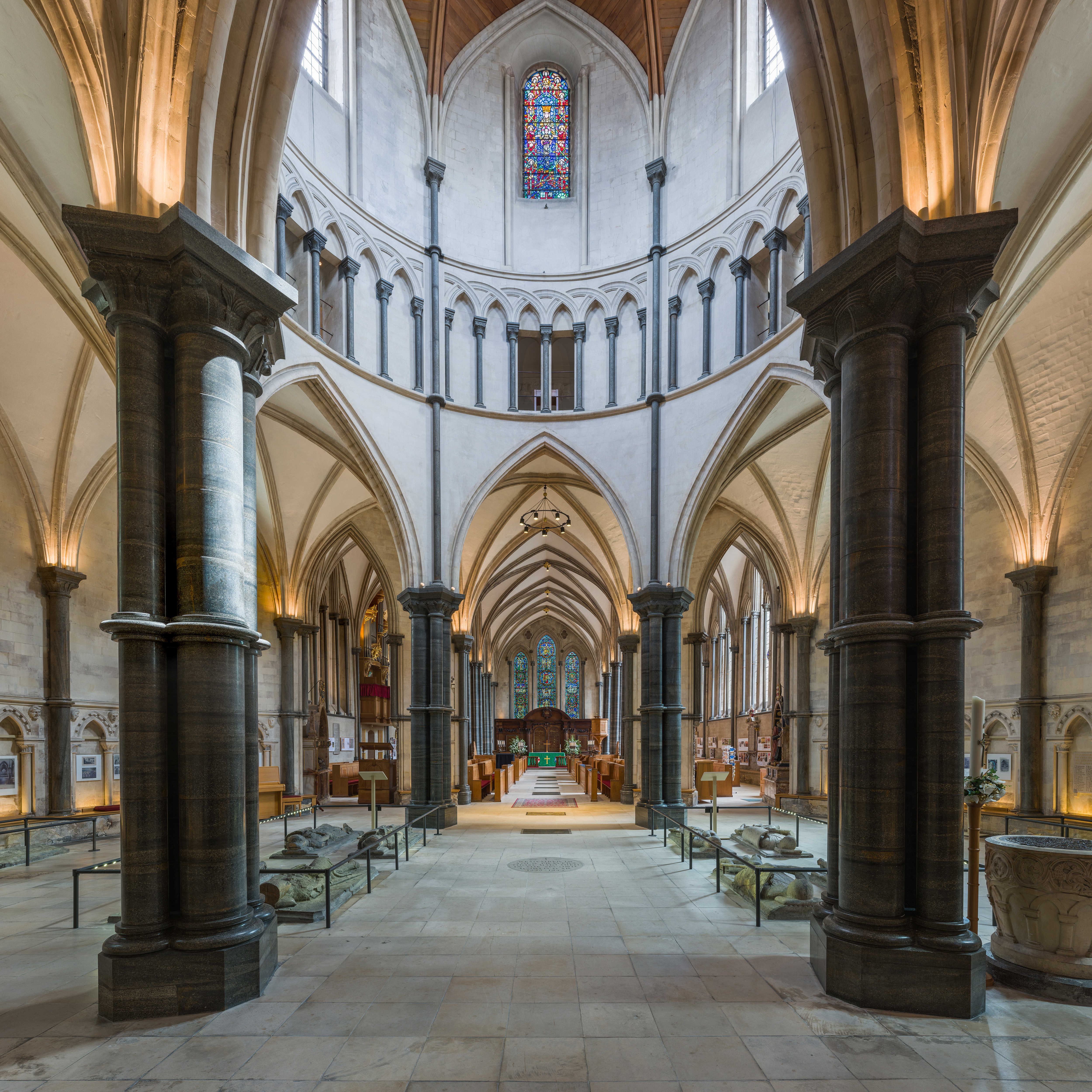
Vista des de l'altar.

Entre altres usos, l'església es feu servir com a espai per les cerimònies d'iniciació dels cavallers del Temple. Els novicis havien d'entrar per la porta occidental a trenc d'alba i llavors feien vots de castedat, pobresa i obediència. Els altres detalls de la cerimònia eren un secret, cosa que contribuí a aparèixer rumors dels quals se'n serví el rei de França per demanar la supressió de l'orde.
En l'actualitat es fa servir per al culte anglicà, cada diumenge al matí. També s'hi celebren casaments i altres oficis religiosos, però només per a membres dels col·legis d'advocats.
Aquesta església, té un caràcter especial i no està sota cap arquebisbat, sinó que en depèn directament del monarca. La manera de fer-ho notar està en la vestimenta dels membres de la coral, que és de color vermell. La relació amb el bisbat de Londres és molt cordial i el bisbe mateix assisteix regularment als oficis que s'hi celebren. El bisbe de Londres és ex officio degà de la Chapel Royal, és a dir, encarregat de les esglésies sota la jurisdicció de la monarquia britànica.

### Música

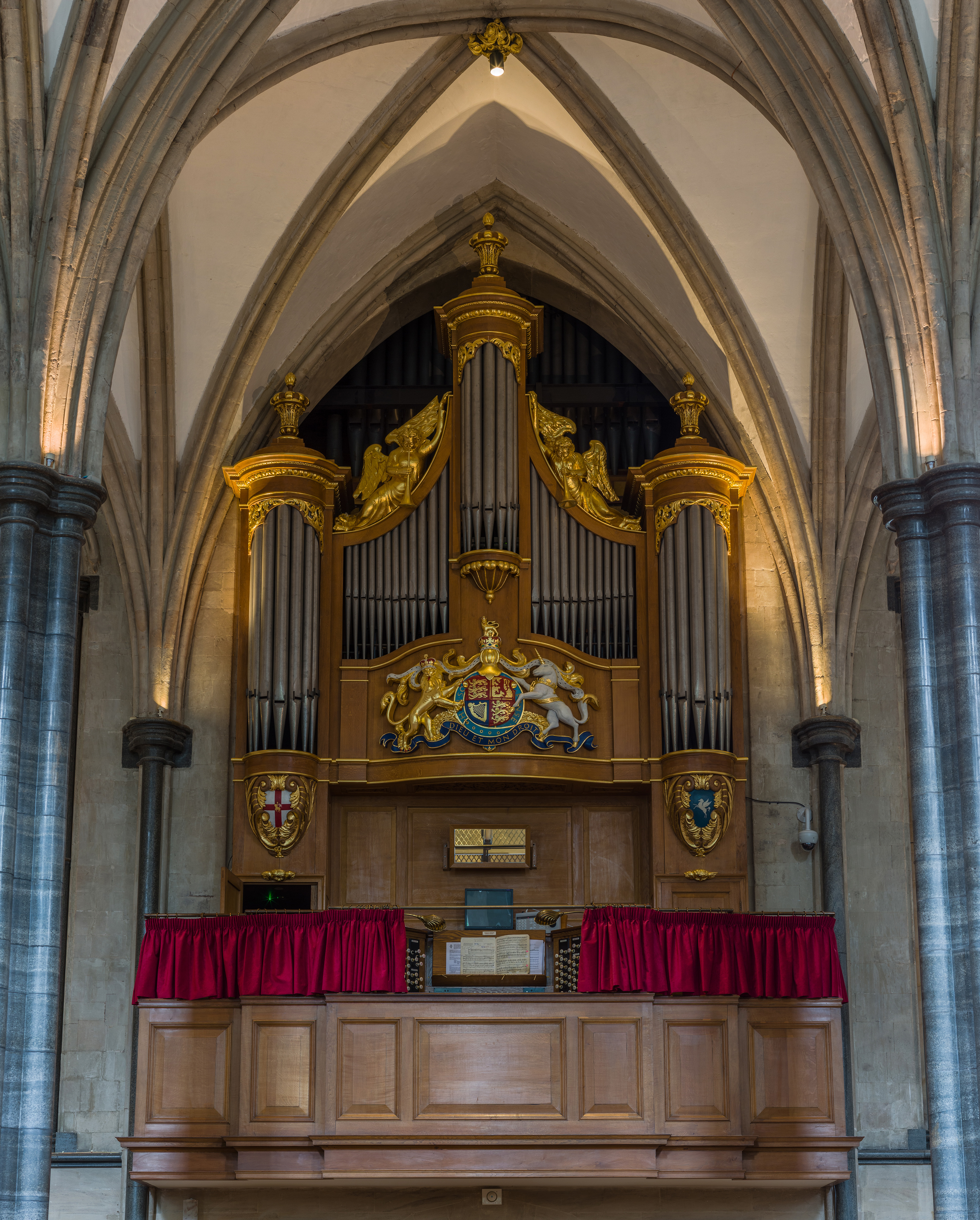
Orgue de l'església.

Aquesta església ofereix regularment actuacions de música i cant coral. La tradició es va establir el 1842 sota la direcció d'E. J. Hopkins, i aviat adquirí gran reputació.
El 1927, la coral del Temple dirigida per George Thalben-Ball es feu famosa per enregistrar Hear My Prayer de Mendelssohn, que conté el solo "O for the Wings of a Dove" cantat per Ernest Lough. Esdevingué un dels enregistraments de corals més populars de tots els temps, es vengué al llarg del segle i arribà a tenir l'estatus de disc d'or per haver venut uns 6 milions de còpies a data del 1962.
L'excel·lent acústica de l'Església del Temple ha atret músics de renom com: sir John Barbirolli que interpretà Fantasia sobre un tema de Thomas Tallis de Ralph Vaughan Williams el 1962 (per suggeriment de Bernard Herrmann), i Paul Tortelier hi enregistrà totes les suites per a violoncel de Bach l'abril del 1982.
L'any 2003 l'església va ser utilitzada per a la realització d'un videoclip de Libera.
El compositor Hans Zimmer escollí aquesta església quan escrivia la partitura per la pel·lícula Interstellar per fer les parts que han de ser tocades amb orgue. L'organista del Temple, Roger Sayer, interpretà la seva part mentre una gran orquestra, instal·lada a l'interior l'acompanyava. Es diu que Zimmer comentà: «Posar el peu a l'Església del Temple és com endinsar-se en la història profunda... L'Església del Temple té un dels millors orgues del món».
La coral està constituïda per 18 nois, la majoria procedents d'un col·legi de la ciutat anomenat City of London School, més 12 homes que són cantants professionals. Aquest cor va estrenar el 2003 una composició creada per sir John Tavener titulada El vel del Temple i l'any següent van repetir l'actuació fora de l'església, en Festival Lincoln de la ciutat de Nova York. També han actuat en l'enregistrament el 2016 d'un disc de John Rutter anomenat Visions.
Actualment l'església conté dos orgues: un orgue de cambra fabricat per Robin Jennings el 2001, i un per quatre mans fet per l'empresa Harrison & Harrison el 1924, que havia estat un orgue fet per la sala de ball del castell de Glen Tanar (Escòcia), però fou donat el 1954.

## Lloc de sepultura
L'Església del Temple conté les següents sepultures:
- Geoffrey de Mandeville, 1r comte d'Essex (? – 1144)
- William Marshal, 1r comte de Pembroke (1146–1219).
- William Marshal, 2n comte de Pembroke (1190 – 1231)
- Gilbert Marshal, 4t comte de Pembroke (1194 – 1241)
- Silvester d'Everdon, bisbe de Carlisle i canceller d'Anglaterra (? – 1254)
- Robert de Veteripoint o Robert de Vieuxpoint, sheriff de Westmoreland (? – 1228)
- Sir Richard Chetwode, sheriff de Northamptonshire (1560–1635)
- Sir Anthony Jackson (1599–1666)
- William Petyt, jurista i guardià dels registres de la Torre de Londres (1640/1641 – 1707)
- Sir Edmund Plowden (1518–1585)
- John Selden (1584 – 1654), jurista
- Dr Richard Mead (1673–1754)
- James Simpson (1737–1815), fiscal general de la colònia americana de Carolina del Sud.
- Sir John Tremayne (1647–1694)

Francis James Newman Rogers (1791–1851)